# Wieści Miechowskie
Wieści Miechowskie – dwutygodnik lokalny. Ukazuje się nieprzerwanie od 1999 roku. Członek Stowarzyszenia Gazet Lokalnych.

## Historia
Pierwszy numer ukazał się 30 lipca 1999 roku. Założycielem i redaktorem naczelnym (od pierwszego wydania do chwili obecnej) jest Wojciech Szota, a redaktorem prowadzącym (również od pierwszego numeru) Małgorzata Kopeć. Wydawcą Wieści Miechowskich jest Biuro Promocji i Reklamy „FAMA”.
Gazeta ma charakter informacyjno–reklamowy i poruszająca na swych łamach wszelkie tematy o zasięgu lokalnym, kilkakrotny laureat nagród w konkursach dla gazet lokalnych mających największy wpływ na kształtowanie świadomości proekologicznej. Format A-3, druk kolorowy na papierze gazetowym, średni nakład 1.500 egz., numer ISSN 1508-5694. 20 lutego 2004 roku ukazał się 100. numer Wieści Miechowskiech.

## Zasięg
Gazeta jest kolportowana na terenie powiatu miechowskiego (województwo małopolskie) - gminy: Charsznica, Gołcza, Kozłów, Książ Wielki, Miechów, Racławice, Słaboszów poprzez sieć „Ruch”, Pocztę Polską i sklepy prywatne.

## Stałe działy tematyczne
- tydzień w gminie i powiecie,
- opinie,
- oświata,
- rolnictwo,
- kultura,
- felieton,
- reportaż,
- sport,
- kronika policyjna i in.

## Otrzymane nagrody i wyróżnienia
- 29 kwietnia 2002 r. obradująca w Warszawie Kapituła Konkursu „Obywatel Reporter” przyznała Małgorzacie Kopeć Honorowe Wyróżnienie za tekst „Zamach na wolną prasę”.
- 6 maja 2002 r. „Wieści Miechowskie” odebrały w Warszawie II nagrodę w województwie małopolskim, przyznaną w „I Konkursie dla redakcji gazet lokalnych mających największy wpływ na kształtowanie świadomości proekologicznej społeczeństwa w 2001 roku”. Konkurs zorganizowało Stowarzyszenie Gazet Lokalnych na zlecenie Narodowego Funduszu Ochrony Środowiska i Gospodarki Wodnej.
- 11 grudnia 2003 r. po raz kolejny „Wieści” zajęły II miejsce w Małopolsce podczas II edycji „Konkursu dla redakcji gazet lokalnych mających największy wpływ na kształtowanie świadomości proekologicznej społeczeństwa w 2002 roku”. Nagrodę redakcja odebrała w siedzibie Narodowego Funduszu Ochrony Środowiska i Gospodarki Wodnej w Warszawie.
- Po raz trzeci konkurs dla redakcji gazet lokalnych mających największy wpływ na kształtowanie świadomości proekologicznej społeczeństwa w 2003 i 2004 roku okazał się pomyślny dla „Wieści Miechowskich”, które zajęły III miejsce w województwie małopolskim.